# Дебурбаж

Дебурбаж  (франц. debourbage, от debourber — «очищать отгрязи») —  отстаивание сусла белых вин перед началом брожения. Целью этого процесса является получение максимально ярко выраженного фруктового составляющего в аромате вина.

## Характеристики процесса
Состав виноградного сока в период дебурбажа:
- Кожица, она включает в себя ароматические элементы для будущего вина и фенолы двух видов: антоцианы (красящие частицы необходимые для получения розовых и красных вин) и танины (их количество напрямую обусловлено от сорта и места происхождения винограда).Виноград произрастающий в более солнечном климате имеет плотную кожицу для защиты мякоти от прямых солнечных лучей, соответственно он будет содержать больше танинов.
- Мякоть — состоящую из микроэлементов, сахарозы, кислот и воды.
- Гребень —  составляющая лозы к которой прикрепляется ягода. Он насыщен большим количеством танинов и применяется виноделами для усиления таниности вин, либо для дальнейшего хранения и долгосрочной выдержки вин.

В первые часы дебурбажа, под действием искусственных либо природных ферментов, сок мутнеет. Осадки в виде хлопьев скапливаются и опускаются ко дну чана вместе с другими составляющими виноградного сока (кожицей, косточками и т.д). По истечении 12-24 часов осветлённый чистый сок сцеживают из чана. Осадок в виде хлопьев, составляет он примерно 2-4% от общего объема,  регистрируют и отправляют на дистилляцию. Обычно этот естественный процесс ускоряют методом добавления ферментов и охлаждения, именно он предшествует ферментации, во время которой возникает тяжёлый осадок из виноградного сока на дне чана.
На сегодняшний день большинство частных виноделен применяет дебурбаж для изготовления коллекционных и элитных сортов вин. Этот метод отстаивания сусла до начала периода брожения характерен для изготовления только белого вина. Молодое сусло отстаивают  примерно 20 часов, чтобы частицы виноградного сока  осели на дно чана,  и не попали в чистые емкости, где проводится дальнейший процесс брожения. Для белых вин характерен метод холодного отстаивания перед брожением. Виноделы могут не раз повторять эту процедуру,  каждая последующая операция приносит суслу больше насыщенности.
Мезгу и сусло (раздавленные ягоды) размещают в специальных резервуарах при низких температурах. Его задача – осуществить экстракцию ароматических частиц из кожицы плодов до начала брожения. Однако из-за отсутствия алкоголя танины не проникают из кожицы в сусло. После завершения этой операции опытные виноделы при низких температурах осуществляют отстаивание сусла, после отделения мезги  оно подвергается естественной либо искусственной ферментации. Занимает это не более одного дня. Верхний слой ягод сильно давит на нижний и прессует его. Так образуется сусла и мезга. В дальнейшем сусло активно контактирует с мезгой, таким образом, начинается ферментация, что ограничивает  дебурбаж во времени.